# جيمس إي. بانس
جيمس إي. بانس (بالإنجليزية: James E. Bunce)‏ هو مؤرخ أمريكي، ولد في 18 أغسطس 1924، وتوفي في ديسمبر 2015.